# همایش اقتصادی ۱۳۵۳ رامسر
همایش اقتصادی رامسر (۱۰ تا ۱۲ مردادماه ۱۳۵۳) با شرکت محمد رضاشاه نخست وزیر امیرعباس هویدا عبدالمجید مجیدی ریاست سازمان برنامه دکتر منوچهر اقبال اسدالله علم و تعداد دیگری از مسئولان اقتصادی در هتل رامسر برقرار شد. موضوع آن تصمیم گیری نهایی پیرامون تجدید نظر در برنامه پنجم توسعه کشور بود که اخیرا پس از چند برابر شدن درامد نفتی کشور توسط شاه مطرح شده بود.
متعاقب بحث های تندی که در سه روز آخر تیرماه ۱۳۵۳ در همایش اقتصادی گاجره در دیزین بین کارشناسان و مسئولان درگرفته بود. تصمیم گرفته شد که همایش دیگری برای نتیجه گیری نهایی برگزار شود اینبار شاه نقش مهمتری داشت و بیشتر سخنان را خود او انجام داد و نتیجه گیری کرد. همانطور که متخصصین سازمان برنامه در همایش گاجره پیش بینی کرده بودند افزایش خرج کرد دولت باعث افزایش تورم شد تا جایی که در ۱۳۵۶ نرخ تورم به نزدیک ۲۵ درصد رسید . این فشارها به‌همراه سیل مهاجرت به شهرها که از دوران اصلاحات ارضی شروع شده بود و هنوز خود و آثار آن ادامه داشتند یکی از عوامل مهم عدم ثبات و نارضایتی عمومی برای شروع انقلاب ۵۷ شدند.

## موضوع
این همایش کمتر از دو هفته پس از همایش اقتصادی ۱۳۵۳ گاجره برگزار گردید. در همایش گاجره که از ۲۹ تا ۳۱ خردادماه ۱۳۵۳ در هتل گاجره دیزین به‌طور غیر رسمی برگزار شده بود کارشناسان با لباسهای معمولی شرکت کرده بودند و راحت تر نظرات خود را بیان کرده بودند. عموما با افزایش نقدینگی مخالفت کردند و آن را عامل افزایش بی نظمی اقتصادی و فساد اداری و ایجاد تنش بر روی زیر ساختهای اقتصادی ایران دانستند که گنجایش چنین تغییری را ندارد. کنستانتین مژلومیان از معاونین سازمان برنامه علنا گفته بود که این عمل موجب بی ثباتی شدید و بروز یک انقلاب در ایران خواهد شد.

## بحث های انجام شده

### روز اول
در روز اول هویدا با تعریف و تمجید از نظرات پادشاه شروع کرد. سپس عبدالمجید مجیدی به‌طور محتاطانه ای ابراز کرد که بهتر است تصمیمات متعادلی اخذ گردد او بهانه خود را بخش خصوصی کوچک بنا نهاد و گفت رشد شدید بخش دولتی منجر به فشار زیادی بر بخش خصوصی ایران خواهد شد. نکته دیگری که اشاره کرد افزایش شدید مصرف انرژی در صورت افزایش شدید بودجه بود. مجیدی به محدودیت بنادر کشور اشاره کرد. مسئله ای که در سه سال آینده گریبان کشور را گرفت و دهها کشتی خارجی در بنادر معطل شدند تا جایی که در سال ۱۳۵۶ فقط به کشتیهای معطل شده در بندرعباس یک میلیارد دلار جریمه پرداخت شد و میزان زیادی از میوه جات فاسد شدند و مقادیر زیادی سیمان نم کشیده به خلیج فارس ریخته شد.

### روز دوم
در روز دوم شاه متکلم وحده بود . او که در مقابل انتقادهای علمی کارشناسان قرار گرفته بود برای توجیه اقدام خود لیستی از بایدها  و آرزوهای خود را ارائه کرد: مردم ایران باید مسئولانه مالیات خود را بپردازند. اهمیت وجدان کاری و اینکه باید همه سخت کار کنیم. اهمیت تحصیلات مجانی . اهمیت ارتش قوی . اهمیت فناروی اتمی و اینکه وقتی نفت تمام شد مجبوریم از اتم استفاده کنیم پس امروز باید به فکر ایجاد نیروگاه و تربیت نیروی انسانی باشیم. اهمیت افزایش درامد سرانه هر ایرانی و اهمیت افزایش رفاه شهروندان.

### روز سوم
در این روز نیز شاه سخنران اصلی بود و گفت چطور این یک دوره خاصی از تاریخ ایران است و مردم همه باید آگاه باشند تا بتوانیم از این شرایط خاص عبور کنیم. از زنان باید برای ترقی کشور استفاده کرد .اینکه در دوازده سال اخیر تغییرات واقعی انجام داده و وعده نبوده است و بهمین ترتیب با عمل انقلاب این برهه هم انجام میشود.  در اهمیت یادگیری تمدن فناوری غرب بدون یادگیری نکات منفی آنها و افزایش تولید توسط کار صادقانه و توام با اخلاق. او جامعه ایران را انقلابی نامید و در لزوم اهمیت به تساوی افراد و کرامت انسانی آنها برای کار و تلاش و ترقی کشور تاکید کرد. او گفت به ۲۵ سال آینده و رسیدن به تمدن بزرگ فکر میکند.

## نتایج

### افزایش تورم
نرخ تورم که از سال ۱۳۵۲ دورقمی شده بود طی برنامهٔ پنجم به ۱۵٫۷ درصد رسید. بخشی ناشی از تورم کشورهای توسعه‌ یافته پس از شوک نفتی بود. اما علت اصلی دو برابر کردن ناگهانی هزینه‌های حکومت بود.
تورم سال ۱۳۵۶ (آخر برنامهٔ پنجم) به ۲۴٫۹٪ رسید. نرخ رشد اقتصادی در برنامهٔ ششم به ۷٫۶٪ افت کرد که نصف رشد برنامه چهارم بود و نرخ رشد بهره‌وری به ۴٫۱٪ افت کرد.
شاخص هزینه زندگی از عدد ۱۰۰ در سال ۱۳۴۹ به عدد ۱۲۶ در سال ۱۳۵۳، ۱۶۰ در سال ۱۳۵۴ و نهایتاً ۱۹۰ در سال ۱۳۵۵ رسید. بیشتر این افزایش هزینهٔ خوراک و مسکن بود. به گزارش اکونومیست در سال ۱۳۵۵، هزینهٔ مسکن یک خانوار طبقه متوسط طی دوره پنج ساله۱۳۵۰ تا ۱۳۵۵ حدود ۳۰۰٪ افزایش داشت و هزینهٔ مسکن معادل ۵۰٪ درآمد یک خانوار بود.